# Radziechowy Wieprz
Radziechowy Wieprz – przystanek kolejowy w Wieprzu, w województwie śląskim, w Polsce. Na linii kursują pociągi pasażerskie Kolei Śląskich.

## Ruch pasażerski
| Rok  | Wymiana pasażerska na dobę |
| ---- | -------------------------- |
| 2017 | 50-99                      |
| 2022 | 100-149                    |

## Historia
Od 1884 przez miejscowość Wieprz przejeżdżała Galicyjska Kolej Transwersalna, która prowadziła z Żywca do Czadcy. Przystanek kolejowy został ukończony w październiku 1922, jednak otwarto go dopiero w 1923. 
O otworzenie stacji kolejowej starano się jeszcze przed I wojną światową.
"Rok 1919 (…)Gmina Radziechowy wznowiła starania o budowę przystanku kolejowego poczynione w 1914r. w Ministerstwie Kolei w Wiedniu – na co udzieliła zezwolenia Dyrekcja Kolei Państwowych w Krakowie i zażądała wpłaty 3000 koron waluty austriackiej.” W 1920 r. Gmina Radziechowy wpłaciła do Dyrekcji Kolei Państwowych w Krakowie kwotę 2700 marek polskich. W dwa lata później, w 1922r. „Rozpoczęto budowę przystanku kolejowego w Radziechowach, dobra Wieprz. Budowę ukończono w październiku. Do doprowadzenia budowy przyczynił się swoim wpływem ks. dr Andrzej Moliński, proboszcz radziechowski. Do wykonania budowy dostarczyły dobra arcyksięcia Karola Olbrachta z Żywca robociznę konną, materiał budowlany- drzewo i tarcicę. Gmina Radziechowy robociznę konną i pieszą oraz wpłaciła kwotę z funduszy publicznych w wysokości 44 000 marek polskich. Gmina Wieprz wpłaciła 25 % kosztów w gotówce".
Początkowo stacja miała nazwę "Wieprz", co nie podobało się mieszkańcom gminy Radziechowy. Po petycjach do Ministerstwa Polskich Kolei Państwowych w 1924 roku Wysoka Rada Międzyministerialna dokonała zmiany nazwy przystanku kolejowego z "Wieprz" na "Radziechowy". To z kolei nie zadowalało mieszkańców gminy Wieprz, którzy podkreślali swój wkład finansowy. W końcu nazwę przystanku zmieniono na "Radziechowy-Wieprz".